# Brama Odrzańska we Wrocławiu

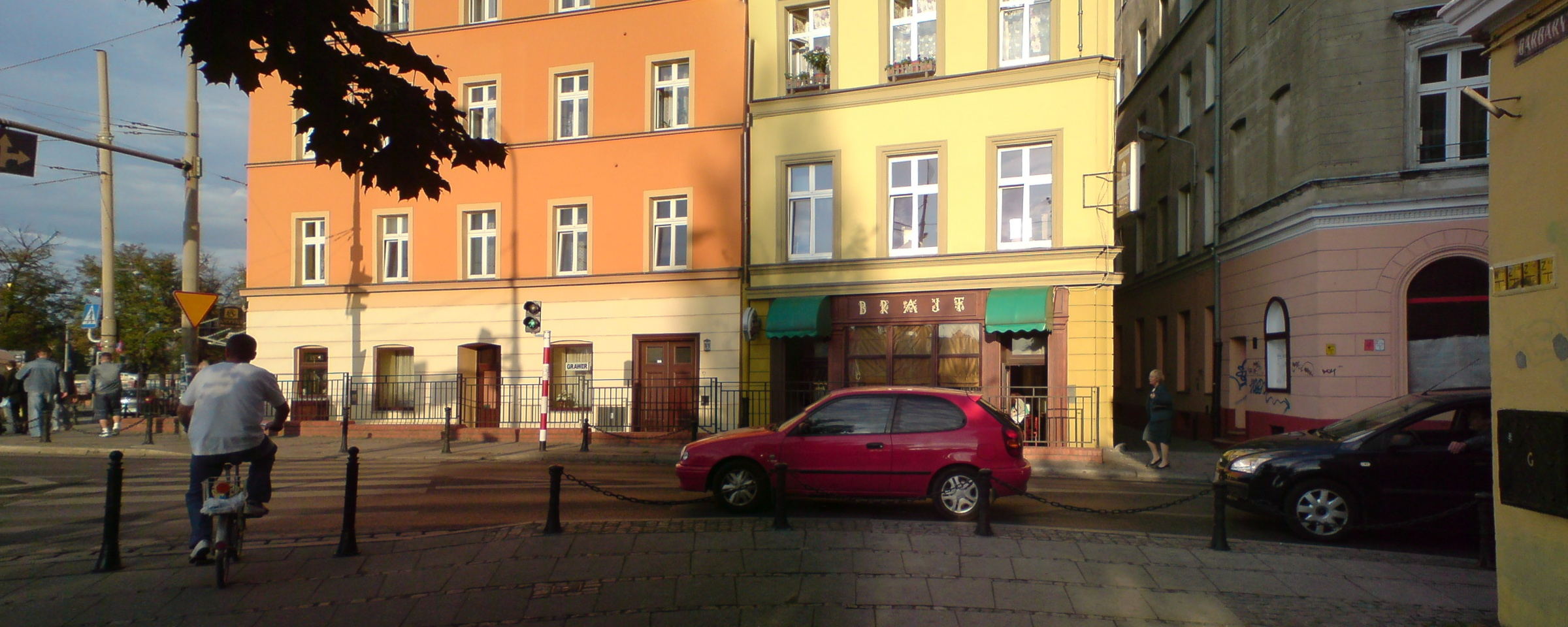
skrzyżowanie współczesnych ulic Odrzańskiej, Grodzkiej i Garbary; przybliżona pierwotna lokalizacja Bramy Odrzańskiej (z lewej strony zdjęcia)

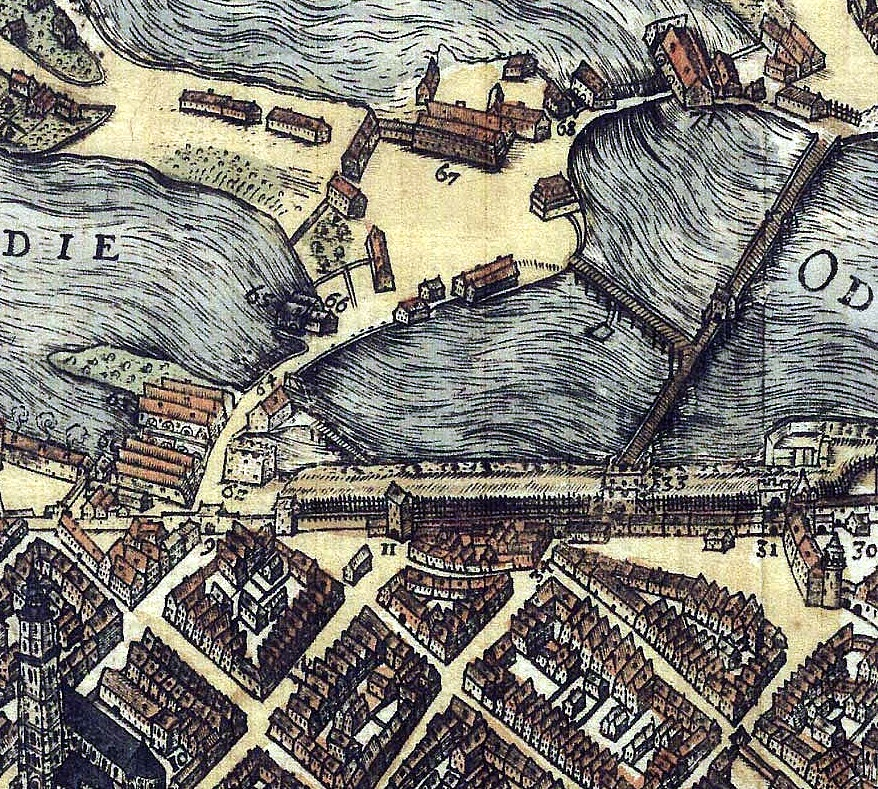
fragment planu Vrooma i Grossa z 1587: Brama Odrzańska oznaczona numerem 11

Brama Odrzańska (niem. Odertor) – brama w fortyfikacjach miejskich Wrocławia na przedłużeniu ulicy Odrzańskiej (noszącej tę nazwę już od czasów średniowiecznych, w formie Odergasse, a później Oderstraße). Zburzona na początku XIX wieku.

## Historia
Bramę Odrzańską wybudowano najpóźniej w wieku XIV w formie wieży na podstawie kwadratu lub prostokąta z przejazdem bramnym pośrodku. Przebudowywana co najmniej dwukrotnie (w ok. 1584 i 1610). Po kolejnej przebudowie fortyfikacji nazwę Bramy Odrzańskiej zaczęto stosować do innych obiektów znajdujących się w pobliżu: stojącej na zachód, na przedłużeniu dzisiejszej ulicy Kiełbaśniczej, Furty Młyńskiej (Mühlpfort), a zwłaszcza Bramy Nowej (umieszczonej obok Fischerpfort, Furty Rybackiej, która znajdowała się na przedłużeniu dzisiejszej ulicy Więziennej, na wschód od Bramy Odrzańskiej).
Brama Odrzańska, tak jak wszystkie bramy fortyfikacji miejskich, zburzona została na początku XIX wieku, po kapitulacji pruskiego garnizonu przed wojskami napoleońskimi (1807).